# Liste des chapelles de la Dordogne
La liste des chapelles de la Dordogne présente les chapelles de culte catholique situées sur le territoire des communes du départements français de la Dordogne.
Il est fait état des diverses protections dont elles peuvent bénéficier, et notamment les inscriptions et classements au titre des monuments historiques.
Toutes sont situées dans le diocèse de Périgueux et Sarlat.
Certains lieux de culte, appelés parfois chapelles, parfois églises, peuvent également être répertoriés dans la liste des églises de la Dordogne.

## Liste
| Chapelle                                                                                   | Commune                        | Adresse | Coordonnées                      | Notice         | Protection                                       | Date | Illustration                                                                               |
| ------------------------------------------------------------------------------------------ | ------------------------------ | ------- | -------------------------------- | -------------- | ------------------------------------------------ | ---- | ------------------------------------------------------------------------------------------ |
| Chapelle de Gourjou                                                                        | Agonac                         |         | 45° 17′ 34″ nord, 0° 43′ 12″ est |                |                                                  |      | Chapelle de Gourjou                                                                        |
| Chapelle Notre-Dame d'Agonac                                                               | Agonac                         |         | 45° 17′ 26″ nord, 0° 44′ 52″ est | « IA24001115 » |                                                  |      | Chapelle Notre-Dame d'Agonac                                                               |
| Chapelle Notre-Dame-de-Pitié d'Ajat                                                        | Ajat                           |         | 45° 09′ 20″ nord, 1° 01′ 00″ est |                |                                                  |      | Chapelle Notre-Dame-de-Pitié d'Ajat                                                        |
| Chapelle Saint-Mandé d'Annesse-et-Beaulieu                                                 | Annesse-et-Beaulieu            |         | 45° 11′ 37″ nord, 0° 36′ 41″ est |                |                                                  |      | Chapelle Saint-Mandé d'Annesse-et-Beaulieu                                                 |
| Chapelle Saint-Rémy d'Auriac                                                               | Auriac-du-Périgord             |         | 45° 06′ 39″ nord, 1° 07′ 20″ est | « PA00082327 » | Inscrit MH                                       | 1948 | Chapelle Saint-Rémy d'Auriac                                                               |
| Chapelle Notre-Dame-de-Bonne-Espérance d'Azerat                                            | Azerat                         |         | 45° 09′ 04″ nord, 1° 07′ 21″ est | « PA00082330 » | Inscrit MH                                       | 1948 | Chapelle Notre-Dame-de-Bonne-Espérance d'Azerat                                            |
| Chapelle Saint-Michel d'Auberoche                                                          | Bassillac et Auberoche         |         | 45° 12′ 32″ nord, 0° 53′ 48″ est | « PA00082473 » | Classé MH                                        | 1960 | Chapelle Saint-Michel d'Auberoche                                                          |
| Chapelle du château de la Borde                                                            | Bassillac et Auberoche         |         | 45° 11′ 18″ nord, 0° 52′ 18″ est |                |                                                  |      | Chapelle du château de la Borde                                                            |
| Chapelle du couvent des Dames de la Foi de Beaumont-du-Périgord                            | Beaumontois en Périgord        |         | 44° 46′ 05″ nord, 0° 46′ 04″ est |                |                                                  |      | Image manquante Téléverser                                                                 |
| Chapelle Notre-Dame de Belpech                                                             | Beaumontois en Périgord        |         | 44° 46′ 37″ nord, 0° 45′ 42″ est | « IA24000032 » |                                                  |      | Chapelle Notre-Dame de Belpech                                                             |
| Chapelle Boissarie                                                                         | Beauregard-de-Terrasson        |         | 45° 08′ 49″ nord, 1° 13′ 47″ est |                |                                                  |      | Chapelle Boissarie                                                                         |
| Chapelle Saint-Roch de Beauregard-de-Terrasson                                             | Beauregard-de-Terrasson        |         | 45° 08′ 50″ nord, 1° 13′ 47″ est |                |                                                  |      | Chapelle Saint-Roch de Beauregard-de-Terrasson                                             |
| Chapelle de l'institution Sainte-Marthe de Bergerac                                        | Bergerac                       |         | 44° 51′ 39″ nord, 0° 29′ 38″ est |                |                                                  |      | Chapelle de l'institution Sainte-Marthe de Bergerac                                        |
| Chapelle Notre-Dame-de-la-Paix de Clairat                                                  | Bergerac                       |         | 44° 50′ 38″ nord, 0° 29′ 45″ est |                |                                                  |      | Chapelle Notre-Dame-de-la-Paix de Clairat                                                  |
| Chapelle du pensionnat de la Miséricorde Notre-Dame de Bergerac                            | Bergerac                       |         | 44° 51′ 08″ nord, 0° 28′ 54″ est |                |                                                  |      | Image manquante Téléverser                                                                 |
| Chapelle du Sauveur de la congrégation des Sœurs de Sainte-Marthe de Périgueux de Bergerac | Bergerac                       |         | 44° 51′ 06″ nord, 0° 28′ 53″ est |                |                                                  |      | Chapelle du Sauveur de la congrégation des Sœurs de Sainte-Marthe de Périgueux de Bergerac |
| Chapelle Notre-Dame des Missionnaires du Carmel de Bergerac                                | Bergerac                       |         | 44° 51′ 23″ nord, 0° 28′ 40″ est |                |                                                  |      | Image manquante Téléverser                                                                 |
| Chapelle Notre-Dame-de-la-Paix de Clairat                                                  | Bergerac                       |         | 44° 50′ 38″ nord, 0° 29′ 45″ est |                |                                                  |      | Chapelle Notre-Dame-de-la-Paix de Clairat                                                  |
| Chapelle basse Saint-Michel du château de Biron                                            | Biron                          |         | 44° 37′ 54″ nord, 0° 52′ 19″ est |                |                                                  |      | Chapelle basse Saint-Michel du château de Biron                                            |
| Chapelle haute du chapitre dédiée à Notre-Dame-de-Pitié du château de Biron                | Biron                          |         | 44° 37′ 54″ nord, 0° 52′ 19″ est |                |                                                  |      | Chapelle haute du chapitre dédiée à Notre-Dame-de-Pitié du château de Biron                |
| Chapelle de la cité Bel-Air                                                                | Boulazac Isle Manoire          |         | 45° 11′ 02″ nord, 0° 44′ 45″ est |                |                                                  |      | Chapelle de la cité Bel-Air                                                                |
| Chapelle Saint-François de Boulazac                                                        | Boulazac Isle Manoire          |         | 45° 10′ 52″ nord, 0° 45′ 49″ est |                |                                                  |      | Image manquante Téléverser                                                                 |
| Chapelle de l'établissement d'hébergement pour personnes âgées dépendantes de Bourdeilles  | Bourdeilles                    |         | 45° 19′ 28″ nord, 0° 35′ 07″ est |                |                                                  |      | Chapelle de l'établissement d'hébergement pour personnes âgées dépendantes de Bourdeilles  |
| Chapelle Saint-Jean de Bourdeilles                                                         | Bourdeilles                    |         | 45° 19′ 19″ nord, 0° 35′ 21″ est |                |                                                  |      | Chapelle Saint-Jean de Bourdeilles                                                         |
| Chapelle du château de Lacoste                                                             | Castelnaud-la-Chapelle         |         | 44° 47′ 56″ nord, 1° 09′ 23″ est |                |                                                  |      | Chapelle du château de Lacoste                                                             |
| Chapelle du château de Fayrac                                                              | Castelnaud-la-Chapelle         |         | 44° 49′ 49″ nord, 1° 08′ 42″ est |                |                                                  |      | Chapelle du château de Fayrac                                                              |
| Chapelle oratoire de Redon-Espic                                                           | Castels et Bézenac             |         | 44° 52′ 30″ nord, 1° 05′ 56″ est |                |                                                  |      | Image manquante Téléverser                                                                 |
| Chapelle Notre-Dame-du-Bon-Secours de Champagnac-de-Belair                                 | Champagnac-de-Belair           |         | 45° 23′ 32″ nord, 0° 41′ 54″ est |                |                                                  |      | Chapelle Notre-Dame-du-Bon-Secours de Champagnac-de-Belair                                 |
| Chapelle Saint-Jean de Chancelade                                                          | Chancelade                     |         | 45° 12′ 25″ nord, 0° 39′ 58″ est | « PA00082472 » | Classé MH                                        | 1912 | Chapelle Saint-Jean de Chancelade                                                          |
| Chapelle de Lachèze                                                                        | Chourgnac                      |         | 45° 13′ 48″ nord, 1° 03′ 42″ est |                |                                                  |      | Chapelle de Lachèze                                                                        |
| Chapelle Notre-Dame de Coulaures                                                           | Coulaures                      |         | 45° 18′ 23″ nord, 0° 58′ 52″ est | « PA00082501 » | Inscrit MH                                       | 1938 | Chapelle Notre-Dame de Coulaures                                                           |
| Chapelle du château de Monsec                                                              | Coux et Bigaroque-Mouzens      |         | 44° 51′ 05″ nord, 1° 01′ 03″ est |                |                                                  |      | Chapelle du château de Monsec                                                              |
| Chapelle Saint-Front du Colubri de Couze-et-Saint-Front                                    | Couze-et-Saint-Front           |         | 44° 49′ 59″ nord, 0° 44′ 25″ est | « PA24000091 » | Inscrit MH                                       | 2015 | Chapelle Saint-Front du Colubri de Couze-et-Saint-Front                                    |
| Chapelle du château de Tiregand                                                            | Creysse                        |         | à géolocaliser                   |                |                                                  |      | Chapelle du château de Tiregand                                                            |
| Chapelle Notre-Dame-de-l'Assomption de Bedeau                                              | Daglan                         |         | 44° 43′ 47″ nord, 1° 10′ 25″ est |                |                                                  |      | Chapelle Notre-Dame-de-l'Assomption de Bedeau                                              |
| Chapelle monolithe de Caudon                                                               | Domme                          |         | 44° 49′ 15″ nord, 1° 15′ 07″ est | « PA00082512 » | Inscrit MH                                       | 1948 | Chapelle monolithe de Caudon                                                               |
| Chapelle de l'abbaye de Domme                                                              | Domme                          |         | à géolocaliser                   |                |                                                  |      | Image manquante Téléverser                                                                 |
| Chapelle de Turnac                                                                         | Domme                          |         | 44° 49′ 46″ nord, 1° 15′ 48″ est |                |                                                  |      | Image manquante Téléverser                                                                 |
| Chapelle Notre-Dame-de-Pitié de Douchapt                                                   | Douchapt                       |         | 45° 14′ 39″ nord, 0° 26′ 37″ est | « IA24000402 » |                                                  |      | Chapelle Notre-Dame-de-Pitié de Douchapt                                                   |
| Chapelle Saint-Mamet de Pont Saint-Mamet                                                   | Douville                       |         | 44° 59′ 03″ nord, 0° 35′ 50″ est |                |                                                  |      | Chapelle Saint-Mamet de Pont Saint-Mamet                                                   |
| Chapelle du cimetière d'Excideuil                                                          | Excideuil                      |         | 45° 20′ 31″ nord, 1° 02′ 53″ est |                |                                                  |      | Chapelle du cimetière d'Excideuil                                                          |
| Chapelle de l'hôpital d'Excideuil                                                          | Excideuil                      |         | 45° 20′ 12″ nord, 1° 03′ 06″ est |                |                                                  |      | Chapelle de l'hôpital d'Excideuil                                                          |
| Chapelle Notre-Dame-de-la-Nativité de Laveyssière                                          | Eyraud-Crempse-Maurens         |         | 44° 56′ 28″ nord, 0° 26′ 28″ est |                |                                                  |      | Chapelle Notre-Dame-de-la-Nativité de Laveyssière                                          |
| Chapelle du château de Saint-Germain                                                       | Gaugeac                        |         | 44° 39′ 38″ nord, 0° 51′ 47″ est |                |                                                  |      | Chapelle du château de Saint-Germain                                                       |
| Chapelle de l'hospice de Hautefort                                                         | Hautefort                      |         | 45° 15′ 33″ nord, 1° 08′ 57″ est |                |                                                  |      | Chapelle de l'hospice de Hautefort                                                         |
| Chapelle Saint-Roch de La Chapelle-Faucher                                                 | La Chapelle-Faucher            |         | 45° 22′ 21″ nord, 0° 44′ 57″ est |                |                                                  |      | Chapelle Saint-Roch de La Chapelle-Faucher                                                 |
| Chapelle Sainte-Marie de Sainte-Marie-de-Frugie                                            | La Coquille                    |         | 45° 33′ 11″ nord, 0° 59′ 52″ est |                |                                                  |      | Chapelle Sainte-Marie de Sainte-Marie-de-Frugie                                            |
| Chapelle du cimetière de La Rochebeaucourt                                                 | La Rochebeaucourt-et-Argentine |         | 45° 28′ 40″ nord, 0° 22′ 56″ est |                |                                                  |      | Image manquante Téléverser                                                                 |
| Chapelle Notre-Dame-de-Pitié de Cercles                                                    | La Tour-Blanche-Cercles        |         | 45° 21′ 53″ nord, 0° 27′ 08″ est | « IA24000959 » |                                                  |      | Chapelle Notre-Dame-de-Pitié de Cercles                                                    |
| Chapelle du château de Jovelle                                                             | La Tour-Blanche-Cercles        |         | 45° 21′ 41″ nord, 0° 25′ 55″ est |                |                                                  |      | Chapelle du château de Jovelle                                                             |
| Chapelle Sainte-Anne de Saint-Sulpice                                                      | Lalinde                        |         | 44° 50′ 17″ nord, 0° 42′ 10″ est |                |                                                  |      | Chapelle Sainte-Anne de Saint-Sulpice                                                      |
| Chapelle du Bournat                                                                        | Le Bugue                       |         | à géolocaliser                   |                |                                                  |      | Chapelle du Bournat                                                                        |
| Chapelle Saint-Jean du château de Commarque                                                | Les Eyzies                     |         | 44° 56′ 31″ nord, 1° 06′ 07″ est |                |                                                  |      | Chapelle Saint-Jean du château de Commarque                                                |
| Chapelle du prieuré de Tresséroux du Bas Tresséroux                                        | Les Lèches                     |         | 44° 58′ 39″ nord, 0° 24′ 03″ est |                |                                                  |      | Chapelle du prieuré de Tresséroux du Bas Tresséroux                                        |
| Chapelle de la Passion-de-Notre-Seigneur-Jésus-Christ de la Pinolie                        | Limeyrat                       |         | 45° 09′ 50″ nord, 0° 59′ 34″ est |                |                                                  |      | Chapelle de la Passion-de-Notre-Seigneur-Jésus-Christ de la Pinolie                        |
| Chapelle de Fontroubade                                                                    | Lussas-et-Nontronneau          |         | 45° 31′ 26″ nord, 0° 32′ 59″ est | « PA00082623 » | Inscrit MH                                       | 1988 | Chapelle de Fontroubade                                                                    |
| Chapelle Notre-Dame-de-Bon-Secours de Mareuil                                              | Mareuil en Périgord            |         | 45° 27′ 02″ nord, 0° 27′ 10″ est |                |                                                  |      | Chapelle Notre-Dame-de-Bon-Secours de Mareuil                                              |
| Chapelle du Sauveur de Puyloubard                                                          | Mareuil en Périgord            |         | 45° 29′ 55″ nord, 0° 27′ 59″ est |                |                                                  |      | Chapelle du Sauveur de Puyloubard                                                          |
| Chapelle Saint-Jean de Puyrenier                                                           | Mareuil en Périgord            |         | 45° 28′ 43″ nord, 0° 28′ 31″ est |                |                                                  |      | Chapelle Saint-Jean de Puyrenier                                                           |
| Chapelle du château de Mareuil                                                             | Mareuil en Périgord            |         | à géolocaliser                   |                |                                                  |      | Chapelle du château de Mareuil                                                             |
| Chapelle du prieuré Saint-Blaise de Chantres                                               | Milhac-de-Nontron              |         | 45° 29′ 43″ nord, 0° 47′ 06″ est |                |                                                  |      | Chapelle du prieuré Saint-Blaise de Chantres                                               |
| Chapelle de l'hospice de la congrégation Sainte-Marthe de Monpazier                        | Monpazier                      |         | à géolocaliser                   |                |                                                  |      | Image manquante Téléverser                                                                 |
| Chapelle Saint-Georges de Montagrier                                                       | Montagrier                     |         | 45° 16′ 12″ nord, 0° 28′ 39″ est |                |                                                  |      | Chapelle Saint-Georges de Montagrier                                                       |
| Chapelle Saint-Sicaire de Montagrier                                                       | Montagrier                     |         | 45° 16′ 19″ nord, 0° 28′ 35″ est | « IA24000430 » |                                                  |      | Chapelle Saint-Sicaire de Montagrier                                                       |
| Chapelle de Brénac                                                                         | Montignac-Lascaux              |         | 45° 02′ 53″ nord, 1° 09′ 09″ est |                |                                                  |      | Image manquante Téléverser                                                                 |
| Chapelle du couvent des Clarisses de Montignac                                             | Montignac-Lascaux              |         | 45° 03′ 54″ nord, 1° 09′ 50″ est |                |                                                  |      | Chapelle du couvent des Clarisses de Montignac                                             |
| Chapelle du prieuré Saint-Georges dite aussi église Saint-Georges de Montignac             | Montignac-Lascaux              |         | 45° 03′ 51″ nord, 1° 09′ 50″ est |                |                                                  |      | Chapelle du prieuré Saint-Georges dite aussi église Saint-Georges de Montignac             |
| Chapelle du château de Coulonges                                                           | Montignac-Lascaux              |         | 45° 04′ 51″ nord, 1° 08′ 03″ est |                |                                                  |      | Chapelle du château de Coulonges                                                           |
| Chapelle de la chartreuse de Vauclaire                                                     | Montpon-Ménestérol             |         | 45° 01′ 58″ nord, 0° 11′ 09″ est |                |                                                  |      | Chapelle de la chartreuse de Vauclaire                                                     |
| Chapelle Notre-Dame de Mouleydier                                                          | Mouleydier                     |         | 44° 51′ 17″ nord, 0° 35′ 45″ est |                |                                                  |      | Chapelle Notre-Dame de Mouleydier                                                          |
| Chapelle Sainte-Marie-Madeleine de la Madeleine-des-Brandes                                | Moulin-Neuf                    |         | 44° 59′ 25″ nord, 0° 03′ 32″ est |                |                                                  |      | Image manquante Téléverser                                                                 |
| Chapelle Saint-Joseph de Moulin-Neuf                                                       | Moulin-Neuf                    |         | 45° 00′ 40″ nord, 0° 03′ 08″ est |                |                                                  |      | Chapelle Saint-Joseph de Moulin-Neuf                                                       |
| Chapelle de l'ancien hospice de Mussidan                                                   | Mussidan                       |         | 45° 02′ 13″ nord, 0° 21′ 55″ est |                |                                                  |      | Chapelle de l'ancien hospice de Mussidan                                                   |
| Chapelle Sainte-Marie-Madeleine de Chambrazès                                              | Nadaillac                      |         | 45° 00′ 33″ nord, 1° 23′ 57″ est |                |                                                  |      | Chapelle Sainte-Marie-Madeleine de Chambrazès                                              |
| Chapelle de Castilloux                                                                     | Nantheuil                      |         | 45° 25′ 32″ nord, 0° 58′ 29″ est |                |                                                  |      | Chapelle de Castilloux                                                                     |
| Chapelle de Négrondes                                                                      | Négrondes                      |         | 45° 20′ 52″ nord, 0° 52′ 05″ est |                |                                                  |      | Chapelle de Négrondes                                                                      |
| Chapelle Notre-Dame de Capelou                                                             | Pays de Belvès                 |         | 44° 46′ 37″ nord, 0° 59′ 20″ est |                |                                                  |      | Chapelle Notre-Dame de Capelou                                                             |
| Chapelle du couvent des Frères Prêcheurs de Belvès                                         | Pays de Belvès                 |         | à géolocaliser                   |                |                                                  |      | Image manquante Téléverser                                                                 |
| Chapelle Saint-Barthélemy de Millac                                                        | Pechs-de-l'Espérance           |         | 44° 53′ 48″ nord, 1° 24′ 25″ est |                |                                                  |      | Chapelle Saint-Barthélemy de Millac                                                        |
| Chapelle Saint-Mayme de Pomport                                                            | Pomport                        |         | 44° 48′ 16″ nord, 0° 25′ 45″ est | « PA00082768 » | Inscrit MH L'abside et la façade avec le clocher | 1974 | Chapelle Saint-Mayme de Pomport                                                            |
| Chapelle Sainte-Marie-des-Anges de Peymilou                                                | Prigonrieux                    |         | 44° 52′ 52″ nord, 0° 25′ 01″ est |                |                                                  |      | Image manquante Téléverser                                                                 |
| Chapelle de la Visitation de Périgueux                                                     | Périgueux                      |         | 45° 10′ 52″ nord, 0° 43′ 08″ est |                |                                                  |      | Chapelle de la Visitation de Périgueux                                                     |
| Chapelle du couvent Sainte Marthe de Périgueux                                             | Périgueux                      |         | 45° 10′ 56″ nord, 0° 42′ 53″ est | « PA00082728 » | Classé MH                                        | 1888 | Chapelle du couvent Sainte Marthe de Périgueux                                             |
| Chapelle Saint-Joseph de Périgueux                                                         | Périgueux                      |         | 45° 11′ 22″ nord, 0° 43′ 23″ est |                |                                                  |      | Chapelle Saint-Joseph de Périgueux                                                         |
| Chapelle du château de Bellussière                                                         | Rudeau-Ladosse                 |         | 45° 29′ 40″ nord, 0° 32′ 11″ est |                |                                                  |      | Chapelle du château de Bellussière                                                         |
| Chapelle des Bois de Saint-Astier                                                          | Rudeau-Ladosse                 |         | 45° 09′ 24″ nord, 0° 30′ 42″ est | « PA24000061 » | Inscrit MH                                       | 2007 | Chapelle des Bois de Saint-Astier                                                          |
| Chapelle de Saint-Cyprien                                                                  | Saint-Cyprien                  |         | 44° 52′ 11″ nord, 1° 02′ 25″ est |                |                                                  |      | Chapelle de Saint-Cyprien                                                                  |
| Chapelle des Frères de Saint-Gabriel de Lapeyrouse                                         | Saint-Félix-de-Villadeix       |         | 44° 56′ 45″ nord, 0° 41′ 11″ est |                |                                                  |      | Chapelle des Frères de Saint-Gabriel de Lapeyrouse                                         |
| Chapelle Saint-Nicolas de Saint-Félix-de-Villadeix                                         | Saint-Félix-de-Villadeix       |         | 44° 55′ 31″ nord, 0° 40′ 59″ est |                |                                                  |      | Chapelle Saint-Nicolas de Saint-Félix-de-Villadeix                                         |
| Chapelle du Cheylat                                                                        | Saint-Geniès                   |         | 44° 59′ 40″ nord, 1° 15′ 09″ est | « PA00082836 » | Classé MH                                        | 1899 | Chapelle du Cheylat                                                                        |
| Chapelle Notre-Dame-du-Bon-Retour du Genestal                                              | Saint-Geniès                   |         | 45° 01′ 11″ nord, 1° 13′ 39″ est |                |                                                  |      | Image manquante Téléverser                                                                 |
| Chapelle Saint-Marc de Pelvezy                                                             | Saint-Geniès                   |         | 44° 59′ 20″ nord, 1° 13′ 07″ est |                |                                                  |      | Chapelle Saint-Marc de Pelvezy                                                             |
| Chapelle Sainte-Thérèse de Montclard                                                       | Saint-Georges-de-Montclard     |         | 44° 55′ 54″ nord, 0° 37′ 15″ est |                |                                                  |      | Chapelle Sainte-Thérèse de Montclard                                                       |
| Chapelle Sainte-Marie de Mons                                                              | Saint-Germain-et-Mons          |         | 44° 48′ 18″ nord, 0° 35′ 02″ est |                |                                                  |      | Image manquante Téléverser                                                                 |
| Chapelle Saint-Georges de Mareuil                                                          | Saint-Julien-de-Lampon         |         | 44° 52′ 08″ nord, 1° 24′ 43″ est |                |                                                  |      | Image manquante Téléverser                                                                 |
| Chapelle du cimetière de Saint-Léon-sur-Vézère                                             | Saint-Léon-sur-Vézère          |         | 45° 00′ 37″ nord, 1° 05′ 36″ est |                |                                                  |      | Chapelle du cimetière de Saint-Léon-sur-Vézère                                             |
| Chapelle de Liaurou                                                                        | Saint-Martial-d'Albarède       |         | 45° 18′ 50″ nord, 1° 01′ 27″ est |                |                                                  |      | Image manquante Téléverser                                                                 |
| Chapelle Notre-Dame-de-Partout du Puy des Âges                                             | Saint-Mesmin                   |         | 45° 21′ 48″ nord, 1° 15′ 55″ est |                |                                                  |      | Image manquante Téléverser                                                                 |
| Chapelle Saint-Blaise de Bonnefare                                                         | Saint-Michel-de-Montaigne      |         | 44° 52′ 18″ nord, 0° 00′ 23″ est |                |                                                  |      | Image manquante Téléverser                                                                 |
| Chapelle Saint-Loup de Gandumas                                                            | Saint-Médard-d'Excideuil       |         | 45° 22′ 18″ nord, 1° 04′ 56″ est |                |                                                  |      | Chapelle Saint-Loup de Gandumas                                                            |
| Chapelle du château de Longua                                                              | Saint-Médard-de-Mussidan       |         | 45° 02′ 35″ nord, 0° 21′ 21″ est |                |                                                  |      | Chapelle du château de Longua                                                              |
| Chapelle de Saint-Perdoux                                                                  | Saint-Perdoux                  |         | 44° 44′ 29″ nord, 0° 32′ 26″ est |                |                                                  |      | Chapelle de Saint-Perdoux                                                                  |
| Chapelle des Ladres de Bruzac                                                              | Saint-Pierre-de-Côle           |         | 45° 22′ 48″ nord, 0° 48′ 17″ est | « PA00082888 » | Inscrit MH                                       | 1948 | Chapelle des Ladres de Bruzac                                                              |
| Chapelle de Montcigoux                                                                     | Saint-Pierre-de-Frugie         |         | 45° 36′ 16″ nord, 1° 00′ 17″ est |                |                                                  |      | Chapelle de Montcigoux                                                                     |
| Chapelle du château d'Oche                                                                 | Saint-Priest-les-Fougères      |         | 45° 31′ 40″ nord, 1° 01′ 54″ est |                |                                                  |      | Chapelle du château d'Oche                                                                 |
| Chapelle de l'abbaye de Dalon de Sainte-Trie                                               | Sainte-Trie                    |         | 45° 16′ 25″ nord, 1° 13′ 31″ est |                |                                                  |      | Chapelle de l'abbaye de Dalon de Sainte-Trie                                               |
| Chapelle du manoir d'Artaban d'Eyrignac                                                    | Salignac-Eyvigues              |         | à géolocaliser                   |                |                                                  |      | Chapelle du manoir d'Artaban d'Eyrignac                                                    |
| Chapelle Sainte-Quitterie de Château Missier                                               | Salon                          |         | 45° 03′ 07″ nord, 0° 47′ 18″ est |                |                                                  |      | Chapelle Sainte-Quitterie de Château Missier                                               |
| Chapelle des Dames-de-la-Foi                                                               | Sarlat-la-Canéda               |         | 44° 53′ 25″ nord, 1° 13′ 06″ est | « PA00082917 » | Inscrit MH                                       | 1963 | Image manquante Téléverser                                                                 |
| Chapelle Notre-Dame-de-Bon-Encontre de Sarlat-la-Canéda                                    | Sarlat-la-Canéda               |         | 44° 53′ 30″ nord, 1° 13′ 15″ est | « PA00082918 » | Inscrit MH                                       | 1949 | Chapelle Notre-Dame-de-Bon-Encontre de Sarlat-la-Canéda                                    |
| Chapelle des Pénitents bleus de Sarlat-la-Canéda                                           | Sarlat-la-Canéda               |         | 44° 53′ 19″ nord, 1° 13′ 03″ est | « PA00082920 » | Classé MH                                        | 1944 | Chapelle des Pénitents bleus de Sarlat-la-Canéda                                           |
| Chapelle des Pénitents blancs de Sarlat-la-Canéda                                          | Sarlat-la-Canéda               |         | 44° 53′ 24″ nord, 1° 12′ 55″ est |                |                                                  |      | Chapelle des Pénitents blancs de Sarlat-la-Canéda                                          |
| Chapelle Notre-Dame-de-Pitié de la Chapelle                                                | Savignac-Lédrier               |         | 45° 23′ 55″ nord, 1° 12′ 51″ est |                |                                                  |      | Chapelle Notre-Dame-de-Pitié de la Chapelle                                                |
| Chapelle Saint-Christophe de Savignac-les-Églises                                          | Savignac-les-Églises           |         | 45° 16′ 29″ nord, 0° 54′ 51″ est |                |                                                  |      | Chapelle Saint-Christophe de Savignac-les-Églises                                          |
| Chapelle de La Pouyade                                                                     | Sceau-Saint-Angel              |         | 45° 27′ 45″ nord, 0° 39′ 53″ est |                |                                                  |      | Chapelle de La Pouyade                                                                     |
| Chapelle du cimetière de Juillas                                                           | Teillots                       |         | 45° 15′ 29″ nord, 1° 13′ 05″ est |                |                                                  |      | Chapelle du cimetière de Juillas                                                           |
| Chapelle Notre-Dame du Mouret                                                              | Terrasson-Lavilledieu          |         | 45° 05′ 13″ nord, 1° 17′ 48″ est | « PA24000030 » | Inscrit MH                                       | 2001 | Chapelle Notre-Dame du Mouret                                                              |
| Chapelle de la résidence du Colombier de Thiviers                                          | Thiviers                       |         | 45° 24′ 44″ nord, 0° 55′ 19″ est |                |                                                  |      | Chapelle de la résidence du Colombier de Thiviers                                          |
| Chapelle Saint-Paul du couvent de Thiviers                                                 | Thiviers                       |         | 45° 24′ 55″ nord, 0° 54′ 55″ est |                |                                                  |      | Chapelle Saint-Paul du couvent de Thiviers                                                 |
| Chapelle du Sacré-Cœur du couvent Saint-Paul de Thiviers                                   | Thiviers                       |         | 45° 24′ 54″ nord, 0° 54′ 56″ est |                |                                                  |      | Chapelle du Sacré-Cœur du couvent Saint-Paul de Thiviers                                   |
| Chapelle Notre-Dame de Perdux de Tocane-Saint-Apre                                         | Tocane-Saint-Apre              |         | 45° 15′ 33″ nord, 0° 29′ 28″ est | « IA24000375 » |                                                  |      | Chapelle Notre-Dame de Perdux de Tocane-Saint-Apre                                         |
| Chapelle des Maurilloux                                                                    | Trélissac                      |         | 45° 11′ 31″ nord, 0° 44′ 25″ est |                |                                                  |      | Chapelle des Maurilloux                                                                    |
| Chapelle Notre-Dame de Fontpeyrine                                                         | Tursac                         |         | 44° 58′ 19″ nord, 1° 03′ 33″ est |                |                                                  |      | Image manquante Téléverser                                                                 |
| Chapelle du château de la Bourlie                                                          | Urval                          |         | 44° 48′ 05″ nord, 0° 56′ 57″ est |                |                                                  |      | Chapelle du château de la Bourlie                                                          |
| Chapelle du cimetière de Villars                                                           | Villars                        |         | 45° 25′ 13″ nord, 0° 45′ 21″ est |                |                                                  |      | Chapelle du cimetière de Villars                                                           |
| Chapelle Sainte-Anne de Villefranche-de-Lonchat                                            | Villefranche-de-Lonchat        |         | 44° 56′ 53″ nord, 0° 03′ 30″ est |                |                                                  |      | Chapelle Sainte-Anne de Villefranche-de-Lonchat                                            |
| Chapelle du château de Fayolle                                                             | Villetoureix                   |         | 45° 16′ 50″ nord, 0° 20′ 29″ est |                |                                                  |      | Chapelle du château de Fayolle                                                             |
| Chapelle Saint-Julien du château de Marqueyssac                                            | Vézac                          |         | 44° 49′ 25″ nord, 1° 09′ 50″ est |                |                                                  |      | Chapelle Saint-Julien du château de Marqueyssac                                            |